# Morita Tsunetomo

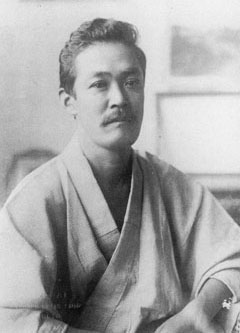
Morita Tsunetomo

Morita Tsunetomo (japanisch 森田 恒友; geb. 9. April 1881 in Tamai (玉井), heute Stadtteil von Kumagaya; gest. 8. April 1933) war ein japanischer Maler  während der Meiji-, Taishō- und frühen Shōwa-Zeit.

## Leben und Werk
Morita Tsunetomo begann im Alter von 23 Jahren sein Studium an der Kunsthochschule Tōkyō (東京美術学校, Tōkyō bijutsu gakkō), der Vorläufereinrichtung der heutigen Geidai. Dort war er Schüler von Koyama Shōtarō und Nakamura Fusetsu. 1907 wurde für die 1. Kunstausstellung des Kultusministeriums (文部省美術展覧会; Mombushō bijutsu tenrankai) sein Bild „Am See“ (湖畔, Kohan) angenommen. Zusammen mit Ishii Hakutei und Yamamoto Kanae gab er ab 1907 die Zeitschrift „Hōsun“ (方寸) heraus. 1914/1915 reiste er nach Europa, wo er sich mit der modernen französischen Kunst, vor allem mit Paul Cézanne, beschäftigte. 1916 schloss er sich der Abteilung für Yōga des Nihon Bijutsuin an. 1922 beteiligte er sich ab der Gründung der Künstlervereinigung Shun’yōkai (春陽会). Bis zum 51. Lebensjahr malte er ausschließlich Landschaften, wobei ihm die Umgebung seines Heimatortes besonders am Herzen lag. In späteren Jahren näherte sich mit Tuschzeichnungen in Schwarz dem „japanischen Stil“ an.
Morita war auch schriftstellerisch tätig: Zu seinen Werken gehören der Essay-Band „Heiya zappitsu“ (平野雑筆), wobei „Heiya“ (平野) sein Schriftsteller-Pseudonym war, und „Tsunetomo gadan“ (恒友画壇), beide erschienen 1934. Kosugi Hōan gab 1935 das Werk „Gasshū“ (画集) heraus.

## Bilder

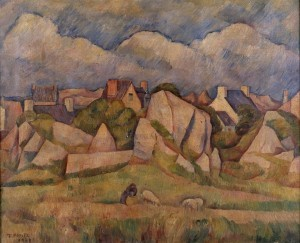
„Bretagne“, 1915
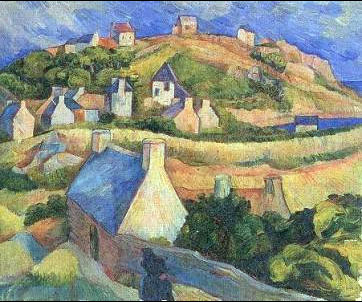
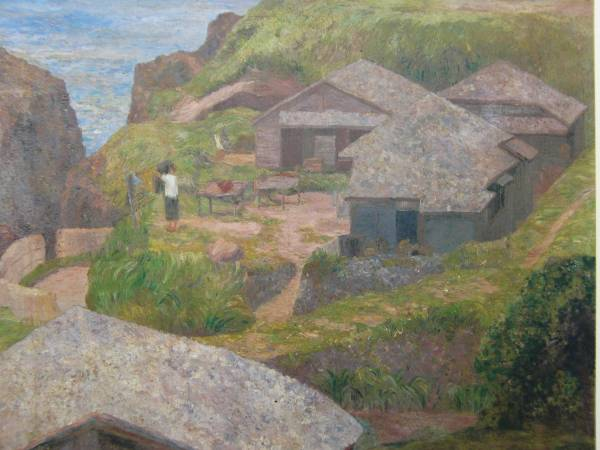
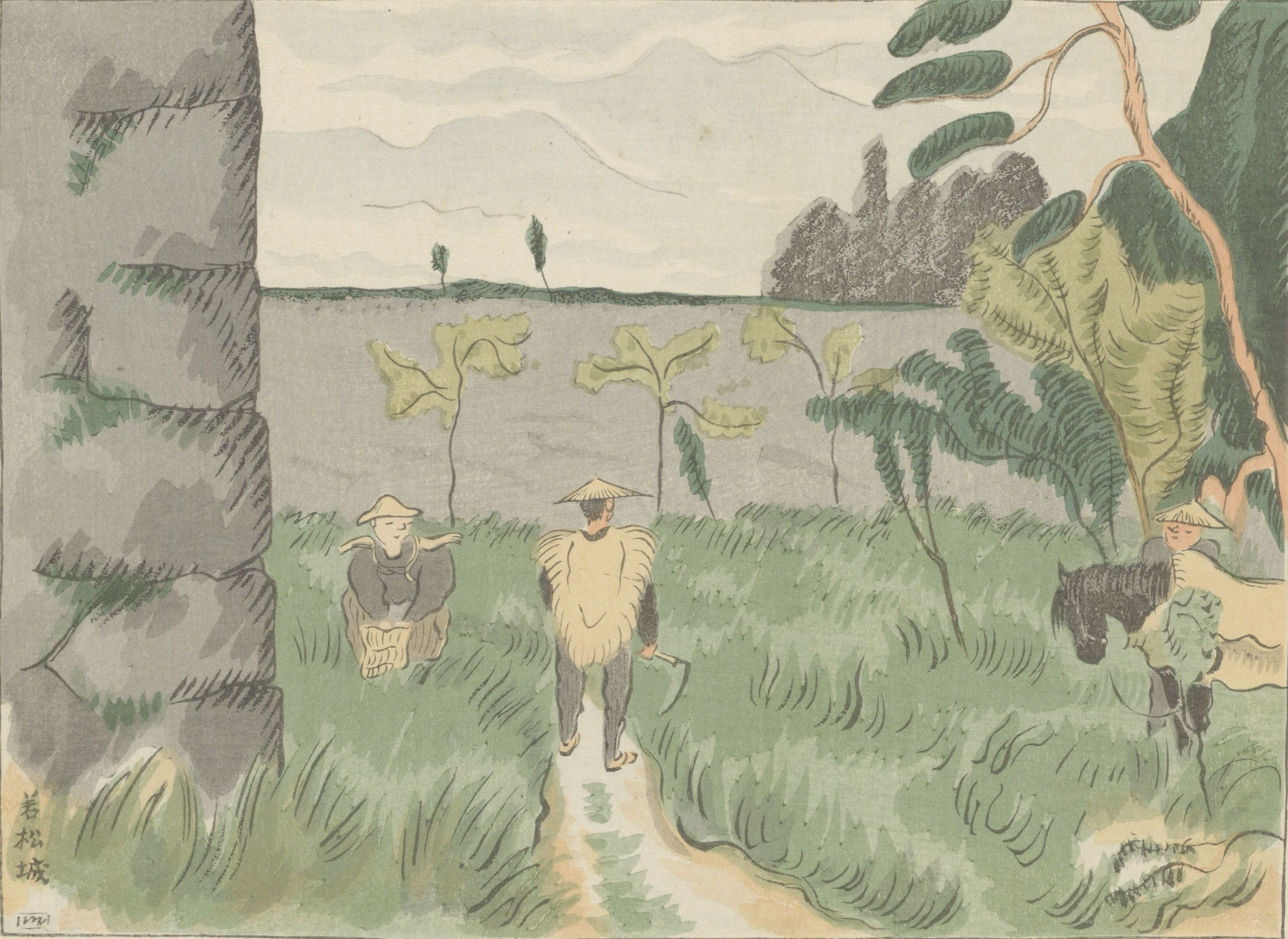
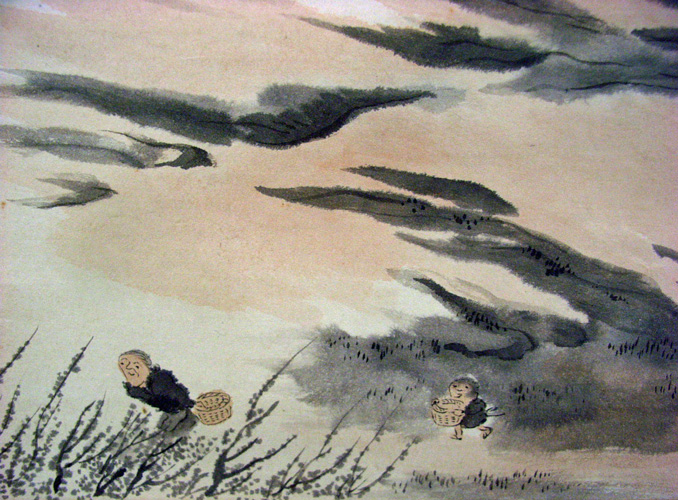
„Am Ende des Frühlings“ (晩春)
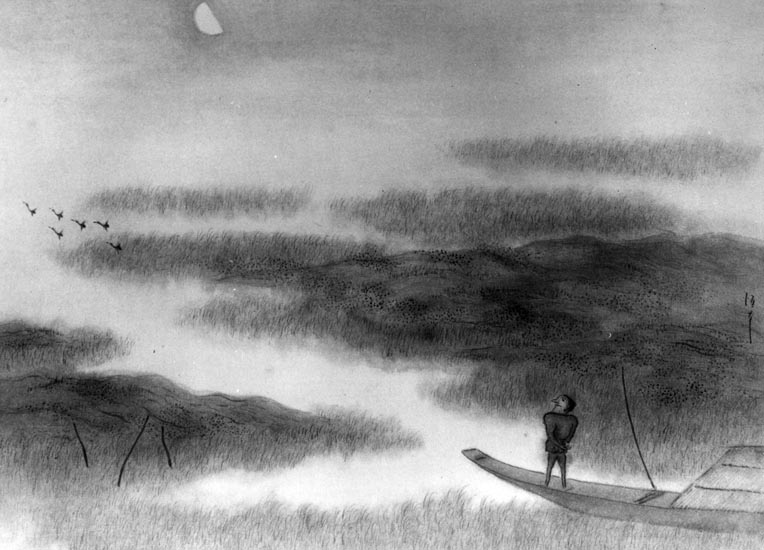
„Halbmond“, 1926